# Tipula feliciana
Tipula feliciana är en tvåvingeart som beskrevs av Alexander 1945. Tipula feliciana ingår i släktet Tipula och familjen storharkrankar. Inga underarter finns listade i Catalogue of Life.